# Jassem Gaber
Jassem Gaber Abdulsallam (arabisch جاسم جابر, DMG Ǧāsim Ǧābir; * 20. Februar 2002) ist ein katarischer Fußballspieler.

## Karriere

### Verein
Von der Aspire Academy kommend spielt er seit der Saison 2019/20 in der Mannschaft des al-Arabi SC. Hier wurde er auch gleich beim 3:1-Sieg über al-Ahli am 1. Spieltag in der 89. Minute für Ahmed Fathi zum ersten Mal eingewechselt. Nach weiteren Kurzeinsätzen kam er dann aber der Mitte der Saison zumeist durchgehend über die volle Spielzeit zum Einsatz. Diese gelang ihm auch in der Folgesaison mit ähnlichen Anteilen weiter zu betreiben. In der Spielzeit 2021/22 gelang ihm ein Spiel über die volle Spielzeit nur in wenigen Fällen.

### Nationalmannschaft
Er stand bereits im Jahr 2021 für die katarische U23-Nationalmannschaft im Kader bei deren Spieltagen, hier wurde er in mehreren Freundschaftsspielen eingesetzt und war auch Teil der Mannschaft bei der U23-Asienmeisterschaft 2022.
Bei der A-Nationalmannschaft stand er schon mehrere Male im Kader (erstmals im Dezember 2020), bekam jedoch jeweils keinen Einsatz. Im November 2022 wurde er für den Kader des Teams bei der Endrunde der Weltmeisterschaft 2022 nominiert.